# Libardo Mora Toro
Libardo Mora Toro (Alcalá (Valle del Cauca), 1924 - Alto Sinú y San Jorge (Córdoba), diciembre de 1971) fue un atleta, dirigente político y guerrillero colombiano. Cofundador del Ejército Popular de Liberación (EPL) 

## Biografía
Nacido en el municipio de Alcalá (Valle del Cauca). Estudió Derecho en la Sede Principal de la Universidad Libre (Colombia) en Bogotá, donde se graduó como abogado. Ingresó a la Juventud Comunista Colombiana, al tiempo que adelantaba una connotada carrera en el atletismo juvenil que le hizo merecedor de un reconocimiento nacional como uno de los mejores corredores de la época.

### Carrera deportiva
En la década de 1940 integró el equipo atlético de Independiente Santa Fe, destacándose en numerosas justas. En los VI Juegos Deportivos Nacionales, realizados en Santa Marta en 1950, se hizo acreedor a cuatro medallas de oro, que terminó devolviendo al Comité Olímpico Colombiano en protesta por su exclusión del seleccionado nacional que participará en los Juegos Centroamericanos, lo que le equivalió una sanción de 18 meses.En 1951, representó a Colombia en los primeros Juegos Panamericanos de Buenos Aires.

### Militancia Comunista
Viajó como representante del Partido Comunista Colombiano (PCC) a Moscú, donde intervino en el Congreso de las Juventudes Comunistas. El 11 de marzo de 1962 sería expulsado de la Juventud Comunista por su filiación maoísta, junto con Víctor Medina Morón, (posterior fundador del ELN). Mora pasaría entonces a militar en el Partido Comunista de Colombia - Marxista Leninista y su brazo armado, el Ejército Popular de Liberación (EPL).Con Esteban Pedro Vásquez Rendón, Pedro León Arboleda, Francisco Caraballo, Bernardo Ferreira Grandet, Jesús María Alzate, Diego Ruiz, Julio Guerra, Luis Manco David y Carlos Aníbal Cácua fueron los iniciadores del Ejército Popular de Liberación (Colombia).  Integró el Comité Central del primero y participó de un agudo debate interno con Pedro León Arboleda, secretario general a partir de 1969. Mientras Arboleda defendía la militarización del partido, Mora Toro insistía en bolchevizar los cuadros enviándolos al trabajo político en los cinturones fabriles. El 9 de agosto de 1971 firmó un llamamiento invitando a los atletas nacionales a que se abstuvieran de participar de los Juegos Panamericanos de Cali en 1971.

## Muerte
Murió en combate en diciembre de 1971 entre el Alto Sinú y San Jorge, Córdoba. En esos momentos se dirigía al IV Pleno del Comité Central del PCC-ML.
En su memoria, numerosos organismos políticos del PCC-ML llevan su nombre, al igual que un frente de guerra del EPL y de las actuales Disidencias del EPL.

## Obras
- “Conclusiones Políticas del Frente Militar”, II Pleno del Comité Central, del PCC ML, en Orientación, n° 1, diciembre de 1965, p. 1, edición mimeografiada clandestina. Archivo Fundación Cultura Democrática, Bogotá, Colombia.
- “Conclusiones Políticas de la Línea de Masas”, III Pleno del Comité Central, del PCC ML, en Orientación, n° 5, marzo de 1968, p. 68, edición mimeografiada clandestina. Archivo Fundación Cultura Democrática, Bogotá, Colombia.